# Qianyuan-orde van de Luchtmacht
De Qianyuan-orde (vereenvoudigd Chinees: 乾元勋章; traditioneel Chinees: 乾元勳章; pinyin: Qiányuán xūnzhāng) van de Chinese Luchtmacht werd door de Chinese president Chiang Kai-shek ingesteld. Deze ridderorde kent één enkele graad; "Lint" genoemd.
Toen in 1949 de verslagen Chinese regering naar Taiwan vluchtte bleef deze onderscheiding daar deel uitmaken van het decoratiestelsel van de Republiek China. De in Peking residerende regering van de Volksrepubliek China verleent deze onderscheiding niet. 